# Chambois

Chambois este o comună în departamentul Orne, Franța. În 1 ianuarie 2018 avea o populație de 387 de locuitori.